# Mindfields
Mindfields je deseti studijski album (skupno 11. glej Toto XIV) ameriške rock skupine Toto, ki je izšel leta 1999. Mindfields je prvi album, po albumu Toto IV, na katerem je glavne vokale odpel Bobby Kimball, ki se je, po odhodu leta 1982, v skupino vrnil leta 1997.

## Seznam skladb
| Št. | Naslov                             | Pisec                                                        | Dolžina |
| --- | ---------------------------------- | ------------------------------------------------------------ | ------- |
| 1.  | „After You've Gone‟                | Steve Lukather, Phil Soussan                                 | 6:37    |
| 2.  | „Mysterious Ways‟                  | Mark Hudson, Lukather, David Paich, Dean Grakal              | 3:42    |
| 3.  | „Mindfields‟                       | Bobby Kimball, Lukather, Paich, Simon Phillips, Mike Porcaro | 6:04    |
| 4.  | „High Price of Hate‟               | Lukather, Stan Lynch, Paich, Phillips, Porcaro               | 9:22    |
| 5.  | „Selfish‟                          | Lukather, Lynch, Paich                                       | 5:30    |
| 6.  | „No Love‟                          | Paich, Lukather, Randy Goodrum                               | 4:34    |
| 7.  | „Caught in the Balance‟            | Lukather, Paich, Phillips, Porcaro                           | 6:21    |
| 8.  | „Last Love‟                        | Lukather, Paich                                              | 4:58    |
| 9.  | „Mad About You‟                    | Paich, Joseph Williams                                       | 4:24    |
| 10. | „One Road‟                         | Lukather, Paich, Goodrum                                     | 3:45    |
| 11. | „Melanie‟                          | Lukather, Paich, Goodrum                                     | 5:19    |
| 12. | „Cruel‟                            | Jed Leiber, Phillips, Kimball, Lukather                      | 5:57    |
| 13. | „Better World (Parts I, II & III)‟ | Lukather, Paich, Phillips                                    | 7:50    |

| Bonus skladba na japonski in severnoameriški izdaji albuma | Bonus skladba na japonski in severnoameriški izdaji albuma | Bonus skladba na japonski in severnoameriški izdaji albuma | Bonus skladba na japonski in severnoameriški izdaji albuma |
| Št.                                                        | Naslov                                                     | Pisec                                                      | Dolžina                                                    |
| ---------------------------------------------------------- | ---------------------------------------------------------- | ---------------------------------------------------------- | ---------------------------------------------------------- |
| 14.                                                        | „Spanish Steps Of Rome‟                                    | Lukather, Paich                                            | 4:27                                                       |

## Singli
- »Melanie« / »Spanish steps of Rome«
- »Melanie« / »Spanish steps of Rome« / »White Sister« / »Girl Goodbye«

## Zasedba

### Toto
- Bobby Kimball – solo vokal, spremljevalni vokal
- Steve Lukather – kitare, solo vokal, spremljevalni vokal
- David Paich – klaviature, solo vokal, spremljevalni vokal
- Mike Porcaro – bas kitara
- Simon Phillips – bobni, tolkala

### Dodatni glasbeniki
- Clint Black – orglice in spremljevalni vokal (6)
- Timothy B. Schmit – spremljevalni vokal (1, 2, 5, 11)
- Phil Soussan – spremljevalni vokal (1)
- Richard Page – spremljevalni vokal (3, 7, 9, 12)
- Maria Vidal – spremljevalni vokal (14)
- Steve Porcaro – sintetizator